# Плоп-Штюбей
Плоп-Штюбей (рум. Plop-Ştiubei) — село в Молдові в Каушенському районі. Утворює окрему комуну.